# Самбек (Неклиновский район)
Самбе́к — село в Неклиновском районе Ростовской области. Административный центр Самбекского сельского поселения.

## География

### Уличная сеть
| - ул. Береговая - ул. Благодатная - ул. Вишнёвая - ул. Восточная - ул. Западная | - ул. Колхозная - ул. Кооперативная - ул. Красноармейская - ул. Молодёжная - ул. Морская | - ул. Первомайская - ул. Подгорная - ул. Степная - ул. Техническая - ул. Центральная | - пер. Весёлый - пер. Школьный - пер. Клубный - пер. Мирный - пер. Северный |

## История
По преданию, первыми на месте будущего поселения остановились две семьи беглых крестьян. «И стояли их семьи из пяти душ хозяев, их баб и детяги. А в общем, хозяйстве имели они козу до вола. И лачуги каменные поставили они там, где река, развернувшись, укреплялась напрямки к морю». Впервые документально говорилось о хуторе в 1690 году. В период этого времени, разбитый войсками турецкого султана под Азовом, Петр I с войском по незнакомой реке на Север. В хуторе Совет, верстах в 25 от устья реки, состоялся военный совет, на котором Петр говорил: «Идем на реку Ворону, будем строить корабли, построим канал, отольем пушки, по речке, где я Сам бёг, спустимся на море, разобьем турок, во что бы то ни стало. На этой же речке, где идет тракт, у малого хутора я видел залежи камня. Возьмем его и построим крепость Таганий Рог». Мечта Петра I сбылась. Турки в 1698 году были изгнаны в Крым. Камень — ракушечник с правого берега речки крепостные, картожане, солдаты ремесленники грузили в баржи, и он доставлялся на мыс Таганий Рог, где и была построена крепость. А с легких слов Петра I хутор и река в простонародье и назвался Сам бег (Самбек).
На рубеже XVIII века тут потом пролегла столбовая дорога из Дмитрово Ростовской крепости на Таганрог и далее через реку Миус у рочища Коровий Брод. У переправы через реку Самбек находились почтовая станция и хутор на правом берегу, заселённый казёнными крестьянами. Хутор назывался Самбек — Каменный мост. Через реку тогда был каменный мост с тремя арками. В то время в Самбеке насчитывалось 30 дворов, но уже в 1858 году, через 60 лет, было в нём 162 двора с населением 1133 человека. В 1861 году здесь была построена церковь «во имя Преображения Господня». С этого времени село стали называть Преображенским. Позже так называли и волость, куда входили хутора Вареновка и Курлацкое, а села Самбек стало волостным центром.
В начале русско-турецкой войны первый комендант Таганрогской крепости Дежодерас имел при впадении реки Самбек в море хутор и рыбный завод. Из грамоты от 10 апреля 1771 года известно, что он дозволял купцам и прочего звания людям ловить рыбу на «Самбекской косе», за что с каждого завоза и невода взято было в его хутор, стоящий на реке Самбек, на все лето по одному работнику и по паре волов. Река Самбек была спорной из-за рыбной ловли между войском Донским и комендантом Таганрогской крепости, что привело к запрещению правительством рыбной ловли обеим сторонам.
На картах конца XVIII века на этой территории указаны на правой стороне устья под обрывом — кабак, а выше — два рыбных завода. На другой карте, в том месте, где ныне расположены остатки бывшей средневековой круглой крепости «канатный завод майора Фурсова», на запад до Воловой балки — хутора без названий.
Кроме главного тракта была здесь ещё и другая дорога, проходившая недалеко от берегов Азовского моря и Мертвого Донца через Вареновку. Обе дороги были проложены ещё при Петре I, когда строился город Таганрог. Свидетелями скольких событий были эти дороги! Двигались по ним казачьи конницы и Петровские полки, шёл «рабочий люд», звенели цепями каторжники. Люди шли на строительство Троицкой крепости, на Таганий Рог в 1678—1710 гг. Здесь шли в феврале 1712 года солдаты Троицкой крепости, разрушенной по Прутскому договору с Турцией. И позже, в годы войны с Турцией и крымским ханом, снова двигались по этим дорогам войска, везли боеприпасы и продовольствие, доставляли на подвозах камень для восстановления Таганрога в 1798 году.
В 1771 году Самбек проезжал будущий вождь крестьянской войны Емельян Пугачёв, а также ученые Петербургской академии наук.
6 июня 1820 года Самбек проезжал А. С. Пушкин.
К 1859 году уже насчитывалось 162 двора с населением в 1133 человека.
В 1861 году в Самбеке построена церковь Во имя Преображения Господня, с этого времени Самбек называли Преображеским.
В июле 1875 вместе с сестрами, братьями и матерью в Самбеке делал привал А. П. Чехов. Эта дорога и степь описаны им в повестях «Степь» и «Огни».

### Гражданская война
Окрестности села стали местами ожесточённых боев между «красными» и «белыми». В начале конфликта здесь были сосредоточен отряд белогвардейцев в составе 300 человек и 2 единицы орудия Самбек несколько раз переходил из рук в руки. Советский период истории Самбека начался 9 января 1920 года, когда РККА вынудило белогвардейцев бежать из Самбека и Курлацкого. Конфликт унес жизни 500 человек.
По итогам переписи 1920 года, население составило 3014 человек.

### Великая Отечественная война
Немецкие войска занимали Самбек дважды: осенью 1941 года и летом 1942 года. Освобождение формально началось с наступления на Миус-фронте 18 августа 1943 года, окончательно Самбек был освобожден 30 августа. В память о тех кровопролитных боях недалеко от села возведён самый большой в регионе музейный комплекс «Самбекские высоты». Из Самбека и Курлацкого на фронт ушло 1130, вернулось 350 человек.

## Население
| 1959 | 1970  | 1979  | 1989  | 2002  | 2010  |
| ---- | ----- | ----- | ----- | ----- | ----- |
| 3381 | ↗4309 | ↘4211 | ↗5006 | ↗5289 | ↘2307 |

### Известные жители
Людмила Давиденко - экстрасенс
- Бондаренко, Михаил Маркович (1905—1938) — советский государственный и партийный работник, второй секретарь горкома ВКП(б) Таганрога.
- Петляков, Владимир Михайлович (1891—1942) — советский авиаконструктор.
- Сарьян, Мартирос Сергеевич (1880—1972) — советский художник. Детство художника прошло в Самбеке.
- Мещеряков, Михаил Григорьевич (1910—1994) — советский и российский физик, организатор науки, видная фигура Атомного проекта.

## Самбек в кино
В 1978 году в селе снимали художественный фильм «Вас ожидает гражданка Никанорова».